# Konia dikume
Espèce
Statut de conservation UICN

 CR B1ab(iii)+2ab(iii) : 
En danger critique
Konia dikume est une espèce de poisson appartenant à la famille des Cichlidae endémique du Cameroun, présente dans le lac Barombi Mbo. Elle est en danger critique d'extinction selon l'UICN.